# Oecanthus euryelytra
Oecanthus euryelytra är en insektsart som beskrevs av Ichikawa 2001. Oecanthus euryelytra ingår i släktet Oecanthus och familjen syrsor. Inga underarter finns listade i Catalogue of Life.